# Thuiaria obsoleta
Thuiaria obsoleta är en nässeldjursart som först beskrevs av Ivan Lepekhin 1781.  Thuiaria obsoleta ingår i släktet Thuiaria och familjen Sertulariidae.
Artens utbredningsområde är Norra Ishavet. Inga underarter finns listade i Catalogue of Life.